# Zwemmen op de Paralympische Zomerspelen 2020
Op de XVIe Paralympische Zomerspelen, die in 2021 werden gehouden in Tokio, Japan, was zwemmen een van de 23 sporten die werden beoefend.

## Medaillespiegel
| Plaats | Land                | NPC | Goud | Zilver | Brons | Totaal |
| 1      | China               | CHN | 19   | 19     | 18    | 56     |
| 2      | Russisch Team       | RPC | 17   | 14     | 18    | 49     |
| 3      | Verenigde Staten    | USA | 15   | 10     | 10    | 35     |
| 4      | Oekraïne            | UKR | 14   | 18     | 11    | 43     |
| 5      | Italië              | ITA | 11   | 16     | 12    | 39     |
| 6      | Australië           | AUS | 8    | 10     | 15    | 33     |
| 7      | Verenigd Koninkrijk | GBR | 8    | 9      | 9     | 26     |
| 8      | Brazilië            | BRA | 8    | 5      | 10    | 23     |
| 9      | Israël              | ISR | 6    | 1      | 1     | 8      |
| 10     | Nederland           | NED | 5    | 6      | 6     | 17     |

## Uitslagen

### Estafette

#### Mannen
| #      | Land      | Tijd       |
| ------ | --------- | ---------- |
| Goud   | Australië | 3:44.31 WR |
| Zilver | Italië    | 3:45.89    |
| Brons  | Oekraïne  | 3:47.40    |

| #      | Land          | Tijd       |
| ------ | ------------- | ---------- |
| Goud   | Russisch Team | 4:06.59 WR |
| Zilver | Australië     | 4:07.70    |
| Brons  | Italië        | 4:11.20    |

#### Vrouwen
| #      | Land      | Tijd       |
| ------ | --------- | ---------- |
| Goud   | Italië    | 4:24.85 WR |
| Zilver | Australië | 4:26.82    |
| Brons  | Canada    | 4:30.40    |

| Plak   | Lân              | Tiid    |
| ------ | ---------------- | ------- |
| Goud   | Verenigde Staten | 4:52.40 |
| Zilver | Russisch Team    | 4:55.55 |
| Brons  | Australië        | 4:55.70 |

#### Gemengd
| Klasse | Plak   | Lân      | Tiid       |
| ------ | ------ | -------- | ---------- |
| 20 pt  | Goud   | China    | 2:15.49 WR |
| 20 pt  | Zilver | Italië   | 2:21.45    |
| 20 pt  | Brons  | Brazilië | 2:24.82    |

| Klasse | Plak   | Lân           | Tiid       |
| ------ | ------ | ------------- | ---------- |
| 49 pt  | Goud   | Russisch Team | 3:53.79 PR |
| 49 pt  | Zilver | Brazilië      | 3:54.95    |
| 49 pt  | Brons  | Oekraïne      | 4:11.20    |

| Klasse | Plak   | Lân              | Tiid       |
| ------ | ------ | ---------------- | ---------- |
| S14    | Goud   | Groot-Brittannië | 3:40.63 WR |
| S14    | Zilver | Australië        | 3:46.38    |
| S14    | Brons  | Brazilië         | 3:51.23    |

### Vrije slag

#### 50 m Vrije slag
| Mannen | Mannen   | Mannen | Mannen            | Mannen | Mannen                | Mannen | Mannen             |
| Klasse | Tijd     | Goud   | Goud              | Zilver | Zilver                | Brons  | Brons              |
| ------ | -------- | ------ | ----------------- | ------ | --------------------- | ------ | ------------------ |
| S3     | 44.66    | MEX    | Diego López Díaz  | CHN    | Zou Liankang          | UKR    | Denys Ostapchenko  |
| S4     | 37.21 PR | ISR    | Ami Omer Dadaon   | JPN    | Takayuki Suzuki       | ITA    | Luigi Beggiato     |
| S5     | 30.31 PR | CHN    | Zheng Tao         | CHN    | Yuan Weiyi            | CHN    | Wang Lichao        |
| S7     | 27.43    | UKR    | Andrii Trusov     | COL    | Carlos Serrano Zárate | UKR    | Ievgenii Bogodaiko |
| S9     | 24.71    | ITA    | Simone Barlaam    | RPC    | Denis Tarasov         | USA    | Jamal Hill         |
| S10    | 23.21    | AUS    | Rowan Crothers    | UKR    | Maksym Krypak         | BRA    | Phelipe Rodrigues  |
| S11    | 26.03    | BRA    | Wendell Belarmino | CHN    | Hua Dongdong          | LTU    | Edgaras Matakas    |
| S13    | 23.21 PR | BLR    | Ihar Boki         | UKR    | Illia Yaremenko       | UKR    | Maksym Veraksa     |

| Vrouwen | Vrouwen  | Vrouwen | Vrouwen                 | Vrouwen | Vrouwen                    | Vrouwen | Vrouwen              |
| Klasse  | Tijd     | Goud    | Goud                    | Zilver  | Zilver                     | Brons   | Brons                |
| ------- | -------- | ------- | ----------------------- | ------- | -------------------------- | ------- | -------------------- |
| S4      | 39.36 PR | AUS     | Rachael Watson          | ITA     | Arjola Trimi               | ESP     | Denys Ostapchenko    |
| S6      | 33.11 PR | UKR     | Yelyzaveta Mereshko     | USA     | Elizabeth Marks            | UKR     | Anna Hontar          |
| S8      | 29.91    | RPC     | Viktoriia Ishchiulova   | BRA     | Cecília Jerônimo de Araújo | ITA     | Xenia Palazzo        |
| S10     | 27.38    | RPC     | Anastasiia Gontar       | NED     | Chantalle Zijderveld       | CAN     | Aurélie Rivard       |
| S11     | 29.20 WR | CHN     | Ma Jia                  | CHN     | Li Guizhi                  | CYP     | Karolina Pelendritou |
| S13     | 26.82    | BRA     | Maria Carolina Santiago | RPC     | Anna Krivshina             | ITA     | Carlotta Gilli       |

#### 100 m Vrije slag
| Mannen | Mannen     | Mannen | Mannen              | Mannen | Mannen          | Mannen | Mannen                     |
| Klasse | Tijd       | Goud   | Goud                | Zilver | Zilver          | Brons  | Brons                      |
| ------ | ---------- | ------ | ------------------- | ------ | --------------- | ------ | -------------------------- |
| S4     | 1:21.58 PR | JPN    | Takayuki Suzuki     | ITA    | Luigi Beggiato  | RPC    | Roman Zhdanov              |
| S5     | 1:09.56    | ITA    | Francesco Bocciardo | CHN    | Wang Lichao     | BRA    | Daniel Dias                |
| S6     | 1:03.71 WR | ITA    | Antonio Fantin      | COL    | Nelson Crispin  | BRA    | Talisson Glock             |
| S8     | 57.37      | AUS    | Ben Popham          | RPC    | Andrei Nikolaev | GRE    | Dimosthenis Michalentzakis |
| S10    | 50.64 WR   | UKR    | Maksym Krypak       | AUS    | Rowan Crothers  | ITA    | Stefano Raimondi           |
| S12    | 52.69      | AZE    | Raman Salei         | UKR    | Maksym Veraksa  | GBR    | Stephen Clegg              |

| Vrouwen | Vrouwen        | Vrouwen | Vrouwen        | Vrouwen | Vrouwen              | Vrouwen | Vrouwen                         |
| Klasse  | Tijd           | Goud    | Goud           | Zilver  | Zilver               | Brons   | Brons                           |
| ------- | -------------- | ------- | -------------- | ------- | -------------------- | ------- | ------------------------------- |
| S3      | 1:30:22        | ITA     | Arjola Trimi   | USA     | Leanne Smith         | RPC     | Iuliia Shishova                 |
| S5      | 1:14.39 WR     | GBR     | Tully Kearney  | CHN     | Zhang Li             | ITA     | Monica Boggioni                 |
| S7      | 1:09.21 PR, ER | ITA     | Giulia Terzi   | USA     | McKenzie Coan        | UKR CHN | Yelyzaveta Mereshko Jiang Yuyan |
| S9      | 1:02.37        | NZL     | Sophie Pascoe  | ESP     | Sarai Gascón         | BRA     | Mariana Ribeiro                 |
| S10     | 58.14 WR       | CAN     | Aurélie Rivard | NED     | Chantalle Zijderveld | NED     | Lisa Kruger                     |
| S11     | 1:05.87 PR     | CHN     | Li Guizhi      | NED     | Liesette Bruinsma    | CHN     | Cai Liwen                       |
| S12     | 59.01          | BRA     | Carol Santiago | RPC     | Daria Pikalova       | GBR     | Hannah Russell                  |

#### 200 m Vrije slag
| Mannen | Mannen     | Mannen | Mannen              | Mannen | Mannen           | Mannen | Mannen                 |
| Klasse | Tijd       | Goud   | Goud                | Zilver | Zilver           | Brons  | Brons                  |
| ------ | ---------- | ------ | ------------------- | ------ | ---------------- | ------ | ---------------------- |
| S2     | 4:06.52    | BRA    | Gabriel Araújo      | CHI    | Alberto Abarza   | RPC    | Vladimir Danilenko     |
| S3     | 3:21.62    | UKR    | Denys Ostapchenko   | MEX    | Diego López Díaz | MEX    | J. Hernández Hernández |
| S4     | 2:44.84 WR | ISR    | Ami Omer Dadaon     | JPN    | Takayuki Suzuki  | RPC    | Roman Zhdanov          |
| S5     | 2:26.76 PR | ITA    | Francesco Bocciardo | ESP    | Antoni Ponce     | BRA    | Daniel Dias            |
| S14    | 1:52.40 WR | GBR    | Reece Dunn          | BRA    | Gabriel Bandeira | RPC    | Viacheslav Emeliantsev |

| Vrouwen | Vrouwen | Vrouwen | Vrouwen            | Vrouwen | Vrouwen       | Vrouwen | Vrouwen                |
| Klasse  | Tijd    | Goud    | Goud               | Zilver  | Zilver        | Brons   | Brons                  |
| ------- | ------- | ------- | ------------------ | ------- | ------------- | ------- | ---------------------- |
| S5      | 2:46.53 | CHN     | Zhang Li           | GBR     | Tully Kearney | ITA     | Monica Boggioni        |
| S14     | 2:03.71 | RPC     | Valeriia Shabalina | GBR     | Bethany Firth | GBR     | Jessica-Jane Applegate |

#### 400 m Vrije slag
| Mannen | Mannen     | Mannen | Mannen          | Mannen | Mannen              | Mannen | Mannen              |
| Klasse | Tijd       | Goud   | Goud            | Zilver | Zilver              | Brons  | Brons               |
| ------ | ---------- | ------ | --------------- | ------ | ------------------- | ------ | ------------------- |
| S6     | 4:54.42    | BRA    | Talisson Glock  | ITA    | Antonio Fantin      | RPC    | Viacheslav Lenskii  |
| S7     | 4:31.06 WR | ISR    | Mark Malyar     | UKR    | Andrii Trusov       | USA    | Evan Austin         |
| S8     | 4:25.16    | RPC    | Andrei Nikolaev | ITA    | Alberto Amodeo      | USA    | Matthew Torres      |
| S9     | 4:10.25 PR | AUS    | William Martin  | FRA    | Ugo Didier          | AUS    | Alexander Tuckfield |
| S10    | 3:59.62    | UKR    | Maksym Krypak   | NED    | Bas Takken          | AUS    | Thomas Gallagher    |
| S11    | 4:28.47    | NED    | Rogier Dorsman  | JPN    | Uchu Tomita         | CHN    | Hua Dongdong        |
| S13    | 3:58.18    | BLR    | Ihar Boki       | UKR    | Kyrylo Garashchenko | FRA    | Alex Portal         |

| Vrouwen | Vrouwen    | Vrouwen | Vrouwen            | Vrouwen | Vrouwen             | Vrouwen | Vrouwen          |
| Klasse  | Tijd       | Goud    | Goud               | Zilver  | Zilver              | Brons   | Brons            |
| ------- | ---------- | ------- | ------------------ | ------- | ------------------- | ------- | ---------------- |
| S6      | 5:04.57 WR | CHN     | Jiang Yuyan        | UKR     | Yelyzaveta Mereshko | SUI     | Nora Meister     |
| S7      | 5:05.84    | USA     | McKenzie Coan      | ITA     | Giulia Terzi        | USA     | Julia Gaffney    |
| S8      | 4:42.39    | USA     | Morgan Stickney    | USA     | Jessica Long        | ITA     | Xenia Palazzo    |
| S9      | 4:36.68    | AUS     | Lakeisha Patterson | HUN     | Zsófia Konkoly      | GBR     | Toni Shaw        |
| S10     | 4:24.08 WR | CAN     | Aurélie Rivard     | HUN     | Bianka Pap          | POL     | Oliwia Jabłońska |
| S11     | 4:54.49 WR | USA     | Anastasia Pagonis  | NED     | Liesette Bruinsma   | CHN     | Cai Liwen        |
| S13     | 4:23.92    | UKR     | Anna Stetsenko     | ITA     | Carlotta Gilli      | AUS     | Katja Dedekind   |

### Rugslag

#### 50 m Rugslag
| Mannen | Mannen   | Mannen | Mannen         | Mannen | Mannen            | Mannen | Mannen                      |
| Klasse | Tijd     | Goud   | Goud           | Zilver | Zilver            | Brons  | Brons                       |
| ------ | -------- | ------ | -------------- | ------ | ----------------- | ------ | --------------------------- |
| S1     | 1:11.79  | ISR    | Iyad Shalabi   | UKR    | Anton Kol         | ITA    | Francesco Bettella          |
| S2     | 53.96    | BRA    | Gabriel Araújo | CHI    | Alberto Abarza    | RPC    | Vladimir Danilenko          |
| S3     | 53.96    | CHN    | Zou Liankang   | UKR    | Denys Ostapchenko | MEX    | Diego López Díaz            |
| S4     | 40.99 WR | RPC    | Roman Zhdanov  | CZE    | Arnošt Petráček   | MEX    | Á. de Jesús Camacho Ramírez |
| S5     | 31.42    | CHN    | Zheng Tao      | CHN    | Ruan Jingsong     | CHN    | Wang Lichao                 |

| Vrouwen | Vrouwen  | Vrouwen | Vrouwen      | Vrouwen | Vrouwen        | Vrouwen | Vrouwen                 |
| Klasse  | Tijd     | Goud    | Goud         | Zilver  | Zilver         | Brons   | Brons                   |
| ------- | -------- | ------- | ------------ | ------- | -------------- | ------- | ----------------------- |
| S2      | 1:02.04  | SGP     | Yip Pin Xiu  | JPN     | Miyuki Yamada  | CHN     | Feng Yazhu              |
| S3      | 51.34    | ITA     | Arjola Trimi | GBR     | Ellie Challis  | RPC     | Iuliia Shishova         |
| S4      | 44.68 WR | CHN     | Liu Yu       | CHN     | Zhou Yanfei    | GRE     | Alexandra Stamatopoulou |
| S5      | 37.18    | CHN     | Lu Dong      | ESP     | Teresa Perales | TUR     | Sevilay Öztürk          |

#### 100 m Rugslag
| Mannen | Mannen     | Mannen | Mannen          | Mannen | Mannen                 | Mannen | Mannen             |
| Klasse | Tijd       | Goud   | Goud            | Zilver | Zilver                 | Brons  | Brons              |
| ------ | ---------- | ------ | --------------- | ------ | ---------------------- | ------ | ------------------ |
| S1     | 2:28.04    | ISR    | Iyad Shalabi    | UKR    | Anton Kol              | ITA    | Francesco Bettella |
| S2     | 2:00.40    | CHI    | Alberto Abarza  | BRA    | Gabriel dos Santos     | RPC    | Vladimir Danilenko |
| S6     | 1:12.72    | CHN    | Jia Hongguang   | ARG    | Matías de Andrade      | CRO    | Dino Sinovčić      |
| S7     | 1:08.14 WR | UKR    | Andrii Trusov   | ARG    | Pipo Carlomagno        | ISR    | Mark Malyar        |
| S8     | 1:02.55 WR | USA    | Robert Griswold | ESP    | Iñigo Llopis           | CHN    | Liu Fengqi         |
| S9     | 1:01.65 PR | RPC    | Bogdan Mozgovoi | BLR    | Yahor Shchalkanau      | AUS    | Timothy Hodge      |
| S10    | 57:19 WR   | UKR    | Maksym Krypak   | ITA    | Stefano Raimondi       | FRA    | Florent Marais     |
| S11    | 1:08.63    | UKR    | Mykhailo Serbin | UKR    | Viktor Smyrnov         | CHN    | Yang Bozun         |
| S12    | 1:00.30    | AZE    | Raman Salei     | UKR    | Serhiy Klippert        | GBR    | Stephen Clegg      |
| S13    | 56.36 WR   | AZE    | Raman Salei     | UKR    | Serhiy Klippert        | GBR    | Stephen Clegg      |
| S14    | 57.73 PR   | AUS    | Benjamin Hance  | RPC    | Viacheslav Emeliantsev | GBR    | Reece Dunn         |

| Vrouwen | Vrouwen    | Vrouwen | Vrouwen           | Vrouwen | Vrouwen            | Vrouwen | Vrouwen                |
| Klasse  | Tijd       | Goud    | Goud              | Zilver  | Zilver             | Brons   | Brons                  |
| ------- | ---------- | ------- | ----------------- | ------- | ------------------ | ------- | ---------------------- |
| S2      | 2:16.61    | SGP     | Yip Pin Xiu       | JPN     | Miyuki Yamada      | MEX     | Fabiola Ramirez        |
| S6      | 1:19.57 WR | USA     | Elizabeth Marks   | CHN     | Jiang Yuyan        | GER     | Verena Schott          |
| S7      | 1:21.27 PR | USA     | Mallory Weggemann | CAN     | Danielle Dorris    | USA     | Julia Gaffney          |
| S8      | 1:16.84    | NZL     | Tupou Neiufi      | UKR     | Kateryna Denysenko | USA     | Jessica Long           |
| S9      | 1:09.22    | USA     | Hannah Aspden     | ESP     | Nuria Marqués Soto | NZL     | Sophie Pascoe          |
| S10     | 1:06.70    | HUN     | Bianka Pap        | CAN     | Aurélie Rivard     | NED     | Lisa Kruger            |
| S11     | 1:13.46 WR | CHN     | Cai Liwen         | CHN     | Wang Xinyi         | CHN     | Li Guizhi              |
| S12     | 1:08.44    | GBR     | Hannah Russell    | RPC     | Daria Pikalova     | BRA     | M.C. Gomes Santiago    |
| S13     | 1:04.64 WR | USA     | Gia Pergolini     | ITA     | Carlotta Gilli     | AUS     | Katja Dedekind         |
| S14     | 1:05.92    | AUS     | Bethany Firth     | RPC     | Valeriia Shabalina | AUS     | Jessica-Jane Applegate |

### Schoolslag

#### 50 m Schoolslag
| Mannen | Mannen   | Mannen | Mannen            | Mannen | Mannen          | Mannen | Mannen             |
| Klasse | Tijd     | Goud   | Goud              | Zilver | Zilver          | Brons  | Brons              |
| ------ | -------- | ------ | ----------------- | ------ | --------------- | ------ | ------------------ |
| SB2    | 59.25    | MEX    | Arnulfo Castorena | AUS    | Grant Patterson | MEX    | Francesco Bettella |
| SB3    | 46.49 WR | RPC    | Roman Zhdanov     | ESP    | Miguel Luque    | JPN    | Takayuki Suzuki    |

| Vrouwen | Vrouwen | Vrouwen | Vrouwen                 | Vrouwen | Vrouwen          | Vrouwen | Vrouwen      |
| Klasse  | Tijd    | Goud    | Goud                    | Zilver  | Zilver           | Brons   | Brons        |
| ------- | ------- | ------- | ----------------------- | ------- | ---------------- | ------- | ------------ |
| SB3     | 58.21   | ESP     | Marta Fernández Infante | RPC     | Nataliia Butkova | MEX     | Nely Miranda |

#### 100 m Schoolslag
| Mannen | Mannen     | Mannen | Mannen                | Mannen | Mannen               | Mannen | Mannen               |
| Klasse | Tijd       | Goud   | Goud                  | Zilver | Zilver               | Brons  | Brons                |
| ------ | ---------- | ------ | --------------------- | ------ | -------------------- | ------ | -------------------- |
| SB4    | 1:31.96 WR | RPC    | Dmitrii Cherniaev     | COL    | Moisés Fuentes       | GRE    | Antonios Tsapatakis  |
| SB5    | 1:25.13 WR | RPC    | Andrei Granichka      | ESP    | Antoni Ponce         | CHN    | Li Junsheng          |
| SB6    | 1:20.13    | UKR    | Ievgenii Bogodaiko    | COL    | Nelson Crispin       | AUS    | Matt Levy            |
| SB7    | 1:20.13    | COL    | Carlos Serrano Zárate | RPC    | Egor Efrosinin       | AUS    | Blake Cochrane       |
| SB8    | 1:07.24    | RPC    | Andrei Kalina         | ESP    | Oscar Salguero       | CHN    | Yang Guanglong       |
| SB9    | 1:05.35    | ITA    | Stefano Raimondi      | RPC    | Artem Isaev          | RPC    | Dmitrii Bartasinskii |
| SB11   | 1:11.22    | NED    | Rogier Dorsman        | JPN    | Keiichi Kimura       | CHN    | Yang Bozun           |
| SB12   | 1:04.86 PR | AZE    | Vali Israfilov        | UKR    | Oleksii Fedyna       | RPC    | Artur Saifutdinov    |
| SB13   | 1:02.97 WR | GER    | Taliso Engel          | USA    | David Henry Abrahams | KAZ    | Nurdaulet Zhumagali  |
| SB14   | 1:03.77 WR | JPN    | Naohide Yamaguchi     | AUS    | Jake Michel          | GBR    | Scott Quin           |

| Vrouwen | Vrouwen    | Vrouwen | Vrouwen               | Vrouwen | Vrouwen          | Vrouwen | Vrouwen             |
| Klasse  | Tijd       | Goud    | Goud                  | Zilver  | Zilver           | Brons   | Brons               |
| ------- | ---------- | ------- | --------------------- | ------- | ---------------- | ------- | ------------------- |
| SB4     | 1:44.41    | HUN     | Fanni Illés           | ITA     | Giulia Ghiretti  | CHN     | Yao Cuan            |
| SB5     | 1:40.59    | UKR     | Yelyzaveta Mereshko   | GBR     | Grace Harvey     | GER     | Verena Schott       |
| SB6     | 1:32.34    | GBR     | Maisie Summers-Newton | CHN     | Liu Daomin       | USA     | Sophia Herzog       |
| SB7     | 1:31.44    | RPC     | Mariia Pavlova        | USA     | Jessica Long     | AUS     | Tiffany Thomas Kane |
| SB8     | 1:19.93    | IRL     | Ellen Keane           | NZL     | Sophie Pascoe    | RPC     | Adelina Razetdinova |
| SB9     | 1:10.99 WR | NED     | Chantalle Zijderveld  | NED     | Lisa Kruger      | AUS     | Keira Stephens      |
| SB11    | 1:19.78 WR | CYP     | Karolina Pelendritou  | CHN     | Ma Jia           | UKR     | Yana Berezhna       |
| SB12    | 1:14.89    | BRA     | M.C. Gomes Santiago   | RPC     | Daria Lukianenko | UKR     | Yaryna Matlo        |
| SB13    | 1:13.46    | GER     | Elena Krawzow         | GBR     | Rebecca Redfern  | USA     | Colleen Young       |
| SB14    | 1:12.02 WR | ESP     | Michelle Alonso       | GBR     | Louise Fiddes    | BRA     | Beatriz Carneiro    |

### Vlinderslag

#### 50 m Vlinderslag
| Mannen | Mannen   | Mannen | Mannen       | Mannen | Mannen        | Mannen | Mannen                |
| Klasse | Tijd     | Goud   | Goud         | Zilver | Zilver        | Brons  | Brons                 |
| ------ | -------- | ------ | ------------ | ------ | ------------- | ------ | --------------------- |
| S5     | 30.62 WR | CHN    | Zheng Tao    | CHN    | Wang Lichao   | CHN    | Yuan Weiyi            |
| S6     | 30.81    | CHN    | Wang Jingang | CHN    | Jia Hongguang | COL    | Nelson Crispin        |
| S7     | 28.98    | USA    | Evan Austin  | UKR    | Andrii Trusov | COL    | Carlos Serrano Zárate |

| Vrouwen | Vrouwen  | Vrouwen | Vrouwen         | Vrouwen | Vrouwen           | Vrouwen | Vrouwen         |
| Klasse  | Tijd     | Goud    | Goud            | Zilver  | Zilver            | Brons   | Brons           |
| ------- | -------- | ------- | --------------- | ------- | ----------------- | ------- | --------------- |
| S5      | 39.54 WR | CHN     | Lu Dong         | ESP     | Marta Fernández   | CHN     | Cheng Jiao      |
| S6      | 34.69    | CHN     | Jiang Yuyan     | IRL     | Nicole Turner     | USA     | Elizabeth Marks |
| S7      | 32.99 WR | CAN     | Danielle Dorris | USA     | Mallory Weggemann | ITA     | Giulia Terzi    |

#### 100 m Vlinderslag
| Mannen | Mannen   | Mannen | Mannen           | Mannen | Mannen            | Mannen | Mannen                    |
| Klasse | Tijd     | Goud   | Goud             | Zilver | Zilver            | Brons  | Brons                     |
| ------ | -------- | ------ | ---------------- | ------ | ----------------- | ------ | ------------------------- |
| S8     | 1:02.03  | USA    | Robert Griswold  | CHN    | Yang Feng         | UKR    | Denys Dubrov              |
| S9     | 57.19 WR | AUS    | William Martin   | ITA    | Simone Barlaam    | RPC    | Alexander Skaliukh        |
| S10    | 54.15 WR | UKR    | Maksym Krypak    | ITA    | Stefano Raimondi  | AUS    | Col Pearse                |
| S11    | 1:02.57  | JPN    | Keiichi Kimura   | JPN    | Uchu Tomita       | BRA    | Wendell Belarmino Pereira |
| S12    | 57.81    | AZE    | Raman Salei      | GBR    | Stephen Clegg     | RPC    | Roman Makarov             |
| S13    | 53.80 PR | BLR    | Ihar Boki        | UKR    | Oleksii Virchenko | UZB    | Islam Aslanov             |
| S14    | 54.76 PR | BRA    | Gabriel Bandeira | GBR    | Reece Dunn        | AUS    | Benjamin Hance            |

| Vrouwen | Vrouwen    | Vrouwen | Vrouwen            | Vrouwen | Vrouwen               | Vrouwen | Vrouwen                           |
| Klasse  | Tijd       | Goud    | Goud               | Zilver  | Zilver                | Brons   | Brons                             |
| ------- | ---------- | ------- | ------------------ | ------- | --------------------- | ------- | --------------------------------- |
| S8      | 1:09.87    | USA     | Jessica Long       | RPC     | Viktoriia Ishchiulova | COL     | Laura Carolina González Rodríguez |
| S9      | 1:06.55 PR | HUN     | Zsófia Konkoly     | USA     | Elizabeth Smith       | ESP     | Sarai Gascón Moreno               |
| S10     | 1:07.52    | USA     | Mikaela Jenkins    | AUS     | Jasmine Greenwood     | NED     | Chantalle Zijderveld              |
| S13     | 1:02.65 PR | ITA     | Carlotta Gilli     | ITA     | Alessia Berra         | RPC     | Daria Pikalova                    |
| S14     | 1:03.59 WR | RPC     | Valeriia Shabalina | AUS     | Paige Leonhardt       | AUS     | Ruby Storm                        |

### Wisselslag

#### 150 m Wisselslag
| Mannen | Mannen     | Mannen | Mannen                 | Mannen | Mannen          | Mannen | Mannen          |
| Klasse | Tijd       | Goud   | Goud                   | Zilver | Zilver          | Brons  | Brons           |
| ------ | ---------- | ------ | ---------------------- | ------ | --------------- | ------ | --------------- |
| SM3    | 2:56.99    | MEX    | J. Hernández Hernández | AUS    | Ahmed Kelly     | AUS    | Grant Patterson |
| SM4    | 2:21.17 WR | RPC    | Roman Zhdanov          | ISR    | Ami Omer Dadaon | JPN    | Takayuki Suzuki |

| Vrouwen | Vrouwen | Vrouwen | Vrouwen | Vrouwen | Vrouwen     | Vrouwen | Vrouwen          |
| Klasse  | Tijd    | Goud    | Goud    | Zilver  | Zilver      | Brons   | Brons            |
| ------- | ------- | ------- | ------- | ------- | ----------- | ------- | ---------------- |
| SM4     | 2:41.91 | CHN     | Liu Yu  | CHN     | Zhou Yanfei | RPC     | Nataliia Butkova |

#### 200 m Wisselslag
| Mannen | Mannen     | Mannen | Mannen         | Mannen | Mannen           | Mannen | Mannen                |
| Klasse | Tijd       | Goud   | Goud           | Zilver | Zilver           | Brons  | Brons                 |
| ------ | ---------- | ------ | -------------- | ------ | ---------------- | ------ | --------------------- |
| SM6    | 2:38.12 WR | COL    | Nelson Crispin | RPC    | Andrei Granichka | CHN    | Jia Hongguang         |
| SM7    | 2:29.01 WR | ISR    | Mark Malyar    | UKR    | Andrii Trusov    | COL    | Carlos Serrano Zárate |
| SM8    | 2:20.96    | UKR    | Denys Dubrov   | CHN    | Xu Haijiao       | CHN    | Yang Guanglong        |
| SM9    | 2:14.90    | RPC    | Andrei Kalina  | AUS    | Timothy Hodge    | FRA    | Ugo Didier            |
| SM10   | 2:05.68 PR | UKR    | Maksym Krypak  | ITA    | Stefano Raimondi | NED    | Bas Takken            |
| SM11   | 2:19.02 WR | NED    | Rogier Dorsman | UKR    | Mykhailo Serbin  | JPN    | Uchu Tomita           |
| SM13   | 2:02.70    | BLR    | Ihar Boki      | FRA    | Alex Portal      | NED    | Thomas van Wanrooij   |
| SM14   | 2:08.02 WR | GBR    | Reece Dunn     | BRA    | Gabriel Bandeira | UKR    | Vasyl Krainyk         |

| Vrouwen | Vrouwen    | Vrouwen | Vrouwen               | Vrouwen | Vrouwen             | Vrouwen | Vrouwen                     |
| Klasse  | Tijd       | Goud    | Goud                  | Zilver  | Zilver              | Brons   | Brons                       |
| ------- | ---------- | ------- | --------------------- | ------- | ------------------- | ------- | --------------------------- |
| SM5     | 3:20.53    | CHN     | Lu Dong               | CHN     | Cheng Jiao          | ITA     | Monica Boggioni             |
| SM6     | 2:56.68 WR | GBR     | Maisie Summers-Newton | UKR     | Yelyzaveta Mereshko | GER     | Verena Schott               |
| SM7     | 2:55.48    | USA     | Mallory Weggemann     | USA     | Ahalya Lettenberger | AUS     | Tiffany Thomas-Kane         |
| SM8     | 2:41.49    | USA     | Jessica Long          | ITA     | Xenia Palazzo       | RPC     | Mariia Pavlova              |
| SM9     | 2:32.73    | AUS     | Sophie Pascoe         | HUN     | Zsófia Konkoly      | ESP     | Núria Marquès               |
| SM10    | 2:24.85 WR | NED     | Chantalle Zijderveld  | HUN     | Bianka Pap          | NED     | Lisa Kruger                 |
| SM11    | 2:42.14 WR | CHN     | Ma Jia                | CHN     | Cai Liwen           | USA     | Anastasia Pagonis           |
| SM13    | 2:21.44    | ITA     | Carlotta Gilli        | USA     | Colleen Young       | UZB     | Shokhsanamkhon Toshpulatova |
| SM14    | 2:20.99    | RPC     | Valeriia Shabalina    | GBR     | Bethany Firth       | GBR     | Louise Fiddes               |

Atletiek · Badminton · Bankdrukken · Basketbal · Boccia · Boogschieten · Goalball · Judo · Kanovaren · Paardensport · Roeien · Rugby · Schermen · Schietsport · Taekwondo · Tafeltennis · Tennis · Triatlon · Voetbal · Volleybal · Wielersport · Zwemmen
Rome 1960 ·
Tokio 1964 ·
Tel Aviv 1968 ·
Heidelberg 1972 ·
Toronto 1976 ·
Arnhem 1980 ·
New York & Stoke Mandeville 1984 ·
Seoel 1988 ·
Barcelona 1992 ·
Atlanta 1996 ·
Sydney 2000 ·
Athene 2004 ·
Peking 2008 ·
Londen 2012 ·
Rio de Janeiro 2016 ·
Tokio 2020 ·
Parijs 2024 ·
Los Angeles 2028